# NGC 3203
NGC 3203 est une galaxie lenticulaire située dans la constellation de l'Hydre. NGC 3023 a été découverte par l'astronome britannique John Herschel en 1835.

## Caractéristiques
Sa vitesse par rapport au fond diffus cosmologique est de 2 735 ± 28 km/s, ce qui correspond à une distance de Hubble de 40,3 ± 2,9 Mpc (∼131 millions d'al).
À ce jour, trois mesures non basées sur le décalage vers le rouge (redshift) donnent une distance de 30,233 ± 8,987 Mpc (∼98,6 millions d'al), ce qui est à l'intérieur des valeurs de la distance de Hubble. Notons cependant que c'est avec la valeur moyenne des mesures indépendantes, lorsqu'elles existent, que la base de données NASA/IPAC calcule le diamètre d'une galaxie et qu'en conséquence le diamètre de NGC 3203 pourrait être d'environ 46,4 kpc (∼151 000 al) si on utilisait la distance de Hubble pour le calculer.